# Diocesi di El Banco
La diocesi di El Banco (in latino: Dioecesis Bancoënsis) è una sede della Chiesa cattolica in Colombia suffraganea dell'arcidiocesi di Barranquilla. Nel 2021 contava 353.900 battezzati su 523.985 abitanti. È retta dal vescovo Dimas Antonio Acuña Jiménez.

## Territorio
La diocesi è localizzata nel nordest della Colombia e comprende 15 comuni di 2 dipartimenti colombiani:
- i comuni di El Banco, Plato, Guamal, San Zenón, Pijiño del Carmen, Santa Ana, Santa Bárbara de Pinto, San Sebastián de Buenavista, Nueva Granada, Ariguaní, Sabanas de San Ángel, Chivolo e Tenerife nella parte meridionale del dipartimento di Magdalena;
- i comuni di Astrea e Chimichagua nel dipartimento di Cesar.

Sede vescovile è la città di El Banco, dove si trova la cattedrale di Nostra Signora della Candelora.
Il territorio si estende su una superficie di 11.855 km² ed è suddiviso in 18 parrocchie.

## Storia
La diocesi è stata eretta il 17 gennaio 2006 con la bolla Munus Nostrum di papa Benedetto XVI, ricavandone il territorio dalle diocesi di Santa Marta e di Valledupar.

## Cronotassi dei vescovi
Si omettono i periodi di sede vacante non superiori ai 2 anni o non storicamente accertati.
- Jaime Enrique Duque Correa, M.X.Y. † (17 gennaio 2006 - 14 aprile 2013 deceduto)
- Luis Gabriel Ramírez Díaz † (18 giugno 2014 - 27 febbraio 2021 nominato vescovo di Ocaña)[1]
  - Sede vacante (2021-2024)[2]
- Dimas Antonio Acuña Jiménez, dal 15 maggio 2024

## Statistiche
La diocesi nel 2021 su una popolazione di 523.985 persone contava 353.900 battezzati, corrispondenti al 67,5% del totale.
| anno | popolazione | popolazione | popolazione | presbiteri | presbiteri | presbiteri | presbiteri                | diaconi | religiosi | religiosi | parrocchie |
| anno | battezzati  | totale      | %           | numero     | secolari   | regolari   | battezzati per presbitero | diaconi | uomini    | donne     | parrocchie |
| ---- | ----------- | ----------- | ----------- | ---------- | ---------- | ---------- | ------------------------- | ------- | --------- | --------- | ---------- |
| 2006 | 334.000     | 389.641     | 85,7        | 18         | 16         | 2          | 18.555                    |         | 2         |           | 11         |
| 2011 | 449.000     | 484.000     | 92,8        | 20         | 16         | 4          | 22.450                    |         | 5         | 11        | 18         |
| 2016 | 472.000     | 510.000     | 92,5        | 32         | 28         | 4          | 14.750                    |         | 4         | 14        | 17         |
| 2019 | 339.300     | 502.370     | 67,5        | 21         | 16         |            | 21.206                    |         | 5         | 11        | 19         |
| 2021 | 353.900     | 523.985     | 67,5        | 22         | 16         | 6          | 16.086                    | 24      | 20        | 7         | 18         |